# 加田屋
加田屋（かたや）は、埼玉県さいたま市見沼区の町名。現行行政地名は加田屋一丁目および加田屋二丁目。住居表示未実施地区。本項では、加田屋の前身となった大字の加田屋新田（かたやしんでん）についても扱う。郵便番号は加田屋が337-0022、加田屋新田が337-0027。

## 地理
さいたま市見沼区の東部に位置する。加田屋は見沼田園の農地、加田屋新田は墓地となっている。加田屋川とその支流の内田川や、見沼代用水東縁およびそこから分岐する加田屋分水が流れる。東側で膝子や緑区上野田に、南側で片柳東や緑区南部領辻に、西側で染谷に、北側で大谷に隣接する。南側は片柳とも僅かに接する。全域が市街化調整区域に指定されている。

## 歴史
1675年（延宝3年）、紀伊国加田村出身の坂東助右衛門尚重によりこの地にあった見沼溜井を締め切って干拓されて新田開発され入江新田と称されていた。上流からの水は川筋を変えて綾瀬川に排水されていた。2代目の時にこの沼を水源として利用していた下流の村々の反対に遭い、1718年（享保3年）元の溜井に戻されたが、八代将軍徳川吉宗が新田開発を奨励したこともあり、3代目当主の助右衛門尚常が幕府の公認を得たことにより1728年（享保13年）に再び入江新田があった場所を新田として再開発された。この時、屋号を取って加田屋新田と名付けられた。化政期の戸数は6軒で、村の規模は東西3町余、南北15町余であった。なお、坂東家10代目当主助次郎が近隣の片柳に建てた屋敷は、旧坂東家住宅見沼くらしっく館として1996年より公開されている。
- 1828年（文政11年）より大門宿寄場34か村組合に所属[6]。
- 幕末時点では足立郡見沼領に属した加田屋新田であった[6]。明治初年の『旧高旧領取調帳』の記載によると、代官大竹左馬太郎支配所が管轄する幕府領であった[9]。
- 1868年（慶応4年）6月19日 - 幕府領が武蔵知県事・山田政則（忍藩士）の管轄となる。
- 1869年（明治2年） 
  - 1月13日 - 武蔵知県事・宮原忠英の管轄区域に大宮県を設置。県庁は東京府馬喰町に置かれる。
  - 9月29日 - 県庁が浦和に置かれ浦和県に改称。
- 1871年（明治4年）11月13日  - 第1次府県統合により埼玉県の管轄となる。
- 1879年（明治12年）3月17日 - 郡区町村編制法により成立した北足立郡に属す。郡役所は浦和宿に設置。
- 1889年（明治22年）4月1日 - 町村制施行により、片柳村・山村・東新井村・中川村・笹丸村・御蔵村・染谷村・南中野村・南中丸村・上山口新田・西山村新田・新右エ門新田・加田屋新田が合併し、新たな片柳村が成立する[6]。片柳村の大字加田屋新田となる。
- 1955年（昭和30年）1月1日 – 指扇村・馬宮村・植水村・片柳村・七里村・春岡村が大宮市へ編入合併され[10]、大宮市の大字となる。
- 1975年（昭和50年）12月1日 - 市営霊園の募集を一部で開始する[11]。
- 1976年（昭和51年）4月 - 地区の北部に市営霊園の大宮市霊園（現・さいたま市思い出の里市営霊園）が開設される[12]。
- 1990年代 – 町名地番変更により、大字加田屋新田の一部から加田屋一丁目・二丁目が成立。さらに他の一部は染谷二丁目・三丁目の南部に編入された。
- 2001年（平成13年）5月1日 - 浦和市・大宮市・与野市が合併し、さいたま市が発足。加田屋一丁目・二丁目は同市の町名となり、大字加田屋新田は同市の大字となる。
- 2003年（平成15年）4月1日 - さいたま市が政令指定都市に移行。加田屋一丁目・二丁目は同市見沼区の町名となり、大字加田屋新田は同市見沼区の大字となる。
- 2015年（平成27年）7月13日 - 市道22435号線の加田屋一丁目から大字膝子までの区間の暫定供用が開始される[13]。

## 世帯数と人口
2021年（令和3年）4月1日時点の世帯数と人口は以下の通りである。
| 丁目・大字     | 世帯数 | 人口 |
| -------------- | ------ | ---- |
| 加田屋一丁目   | 3世帯  | 4人  |
| 加田屋二丁目   | 1世帯  | 1人  |
| 大字加田屋新田 | 1世帯  | 3人  |

## 小・中学校の学区
市立小・中学校に通う場合、学区（校区）は以下の通りとなる。
| 丁目・大字     | 区域 | 小学校                 | 中学校                 |
| -------------- | ---- | ---------------------- | ---------------------- |
| 加田屋一丁目   | 全域 | さいたま市立片柳小学校 | さいたま市立片柳中学校 |
| 加田屋二丁目   | 全域 | さいたま市立片柳小学校 | さいたま市立片柳中学校 |
| 大字加田屋新田 | 全域 | さいたま市立片柳小学校 | さいたま市立片柳中学校 |

## 交通
地内に鉄道は敷設されていない。

### 道路
- 埼玉県道214号新方須賀さいたま線
- 緑のヘルシーロード - 遊歩道

### バス
- 国際興業バス
  - さいたま東営業所
    - 大01：大宮駅東口 - 氷川参道 - 芝川新橋 - 日大前 - 浦和大学入口 - 浦和美園駅西口
    - 大02：大宮駅東口 - 氷川参道 - 芝川新橋 - 日大前 - 浦和学院高校
    - 大02-2：大宮駅東口 - 氷川参道 - 自治医大医療センター入口 - 片柳支所 - 浦和学院高校《新道経由》（平日および土曜の夜間のみ4本）
    - 大02-3：大宮駅東口 - 氷川参道 - 芝川新橋 - 日大前 - 浦和東高校（平日の午後のみ3本）
    - 大03：大宮駅東口 - 氷川参道 - 芝川新橋 - 日大前 - 片柳支所 - 染谷折返場（平日の朝夕のみ）
    - 大81：大宮駅東口 - 氷川参道 - 芝川新橋 - 日大前 - 片柳支所 - さいたま東営業所
（大宮駅東口→さいたま東営業所に深夜バスも運行・平日4本、土曜および日曜／祝日各1本）
    - 浦08-2：浦和駅東口 - 駒場運動公園入口 - 浦和パークハイツ - JA埼玉三室前 - 市立病院 - 南台 - 上山 - 染谷新道 - 野田宝永 - さいたま東営業所
- さいたま市コミュニティバス
  - 見沼区コミュニティバス：国際興業バスさいたま東営業所に運行を委託
    - さぎ山ルート：大谷県営住宅 - 七里学校前 - 大谷中学校 - 大和田駅 - 見沼区役所 - 七里駅西 - 大谷県営住宅 - 片柳コミュニティセンター - 染谷南 - さぎ山記念公園（構内）
    - 沖郷ルート：大谷県営住宅 - 七里学校前 - 大谷中学校 - 大和田駅 - 見沼区役所 - 七里駅西 - 大谷県営住宅 - 片柳コミュニティセンター - 染谷南 - 沖郷会館

## 施設
大字加田屋新田にさいたま市思い出の里市営霊園があるほかは、農地が広がり河川に橋梁があるのみで、特に目立った施設は存在しない。